# Daniel Kemajou
Daniel Kemajou est un homme politique camerounais, né le 11 octobre 1921 à Bazou,  mort le 14 janvier 1984, chef traditionnel Bazou, ancien conseiller de l'Union française et ancien président de l'Assemblée législative du Cameroun.  

## Biographie

### Carrière
| Audio externe | |
|               | https://www.ina.fr/audio/PHD86073453 Déclaration du président de l'assemblée législative du Cameroun; audio 16 févr. 1958; 10min 10s |

Il s'est vu infliger un an de prison et cinq ans d'interdiction de séjour pour non-dénonciation de crime. Il s'était exprimé contre l'assassinat des opposants à l'UPC. Il avait aussi pris la parole contre les pleins pouvoirs exécutifs demandés par Ahidjo le 15 Octobre 1959. 

#### Pendant le maquis en pays Bamiléké
Réunis par Maurice Delauney avec d'autres chefs bamiléké, Joseph Kamga, lui reproche la libération d'upécistes après les émeutes de 1955 : « Ce sont eux maintenant qui viennent nous tuer, accuse-t-il. Promettez-nous maintenant qu'on ne les reverra plus jamais, sinon, il nous est impossible de vous aider. ». Daniel Kemajou, anti- upéciste  et nouveau maire de Nkongsamba, ajoutera « Qu'on nous laisse faire justice nous-mêmes... Laissez faire les chefs bamiléké ».